# Bugula purpurotincta
Bugula purpurotincta is een mosdiertjessoort uit de familie van de Bugulidae. De wetenschappelijke naam van de soort is voor het eerst geldig gepubliceerd in 1868 door Norman.